# Copa México 1935/36
Die Copa México 1935/36 war eine Spielzeit des mexikanischen Fußballpokals Copa México. Pokalsieger wurde zum insgesamt vierten Mal die Mannschaft des Club Necaxa, die sich im Finale gegen den Vorjahressieger CF Asturias durchsetzen konnte. Das Pokalturnier wurde im Anschluss an die Punktspielrunde der Saison 1935/36 ausgetragen und wie diese ausschließlich von Mannschaften aus Mexiko-Stadt bestritten.

## Modus
Das Turnier wurde im K.o.-Verfahren ausgetragen. Es begann mit der am 7. Juni 1936 ausgetragenen Vorrunde und endete mit dem am 28. Juni 1936 ausgetragenen Pokalfinale.

## Die Spiele

### Vorrunde
|              | Ergebnis |                  |
| ------------ | -------- | ---------------- |
| Club América | 6:1      | Real Club España |

### Halbfinale
|             | Ergebnis |              |
| ----------- | -------- | ------------ |
| CF Atlante  | 3:4      | CF Asturias  |
| Club Necaxa | 9:0      | Club América |

### Finale
Das Finale wurde im Parque Asturias ausgetragen.
|             | Ergebnis  |             |
| ----------- | --------- | ----------- |
| CF Asturias | 1:2 n. V. | Club Necaxa |

Das Tor für Asturias erzielte Efraín Ruiz, für Necaxa war Hilario López zweimal erfolgreich.
Zum Kader der Siegermannschaft des Club Necaxa gehörten unter anderem die folgenden Spieler: Raúl Estrada (Tor); Ignacio Ávila, Lorenzo Camarena, Horacio Casarín, Vicente García, Hilario López, Julio Lores, Tomás Lozano, Marcial Ortiz und Ignacio Trelles sowie wahrscheinlich auch Guillermo Ortega.